# Mirko Androić
Mirko Androić (Varaždin, 8. srpnja 1922. – 7. lipnja 1982.) je bio hrvatski povjesničar i arhivist.

## Životopis
Rodio se u Varaždinu 1922. godine. Pohađao je klasičnu gimnaziju. Studirao je povijest u Zagrebu na Filozofskom fakultetu. Pri HAZU (ondašnja JAZU) je završio specijalističke tečaje iz pomoćnih povijesnih znanosti.
Prvo je radio u HAZU, a potom se vratio u rodni Varaždin gdje je osnovao Gradski arhiv kojem je bio direktor sve do smrti. Bio je značajnom osobom arhivske službe u Hrvatskoj, a imao je ugled i u međunarodnim krugovima.
Predsjedavao je Savezom društava arhivskih radnika Hrvatske.
Područje njegova znanstvenog interesa bila je varaždinska povijest i povijest sjeverozapadne Hrvatske. Suuređivao je veći broj zbornika i inih izdanja.

## Djela
(izbor)
- mnoštvo znanstvenih radova (preko stotinjak)
- Diplomata inedita Capituli Chasmensis (suautor)
- Monumenta historica civitatis - Liber seu prothocolum civitatis Varasdini 1587-1589 (suautor)